# Christian Grøthan
Christian Grøthan, né à Frederiksberg (Copenhague) le 19 novembre 1890 et mort à Gentofte (Danemark) le 6 avril 1951, est un footballeur international danois.

## Biographie

### En club
Christian Grøthan joue en faveur du B 93 Copenhague entre 1911 et 1926. Il remporte avec cette équipe un titre de champion du Danemark.

### En équipe nationale
Christian Grøthan reçoit 31 sélections en équipe du Danemark entre 1915 et 1923, inscrivant trois buts.
Il joue son premier match en équipe nationale le 31 octobre 1915, contre la Suède (victoire 0-2 à Stockholm). Il reçoit sa dernière sélection le 14 octobre 1923, à nouveau contre la Suède (victoire 1-3 à Stockholm).
Il inscrit son premier but le 14 octobre 1917, contre la Suède (victoire 1-2 à Stockholm). Il marque son deuxième but contre la Norvège le 16 juin 1918 (défaite 3-1 à Oslo). Il inscrit son troisième et dernier but le 10 septembre 1922, contre cette même équipe (match nul 3-3 à Fredrikstad).
Il participe avec le Danemark aux Jeux olympiques d'été de 1920 organisées en Belgique. Lors du tournoi olympique, il ne joue qu'un seul match, contre l'Espagne.

## Palmarès
- Champion du Danemark en 1916 avec le B 93 Copenhague